# Bertrand Clausel

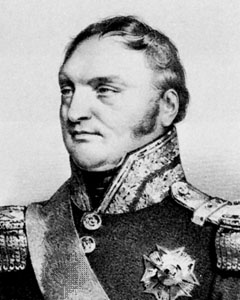
Gen. Bertrand Clausel

Bertrand Clausel (ur. 12 grudnia 1772 w Mirepoix, Ariège; zm. 21 kwietnia 1842 w Secourieu pod Tuluzą), francuski generał, marszałek Francji i par Francji.
W 1791 Clausel wstąpił do armii, w latach 1794–1795 współorganizował wyprawy wojenne w rejon Pirenejów. Dowodził jedną z brygad we Włoszech w 1799.
W 1804 awansował do stopnia generała dywizji Armii Północnej. Odznaczył się w 1809 podczas wyprawy przeciw Austrii oraz w 1810 na terenie Hiszpanii.